# Hauer-King House
Hauer-King House aneb Projekt 180 je skleněný obytný dům, který se nachází v londýnské čtvrti Islington. Byl navržený architektonickou kanceláří Future Systems (jejich první větší realizace) pod vedením Jana Kaplického, který na projektu spolupracoval s architektkami Amandou Levete a Lindy Atkin. Výstavba byla zahájena v roce 1992, kompletně dokončena byla však až o dva roky později. Rodinný dům byl postaven na přání klientů a budoucích majitelů Jeremy King a Debra Hauer.

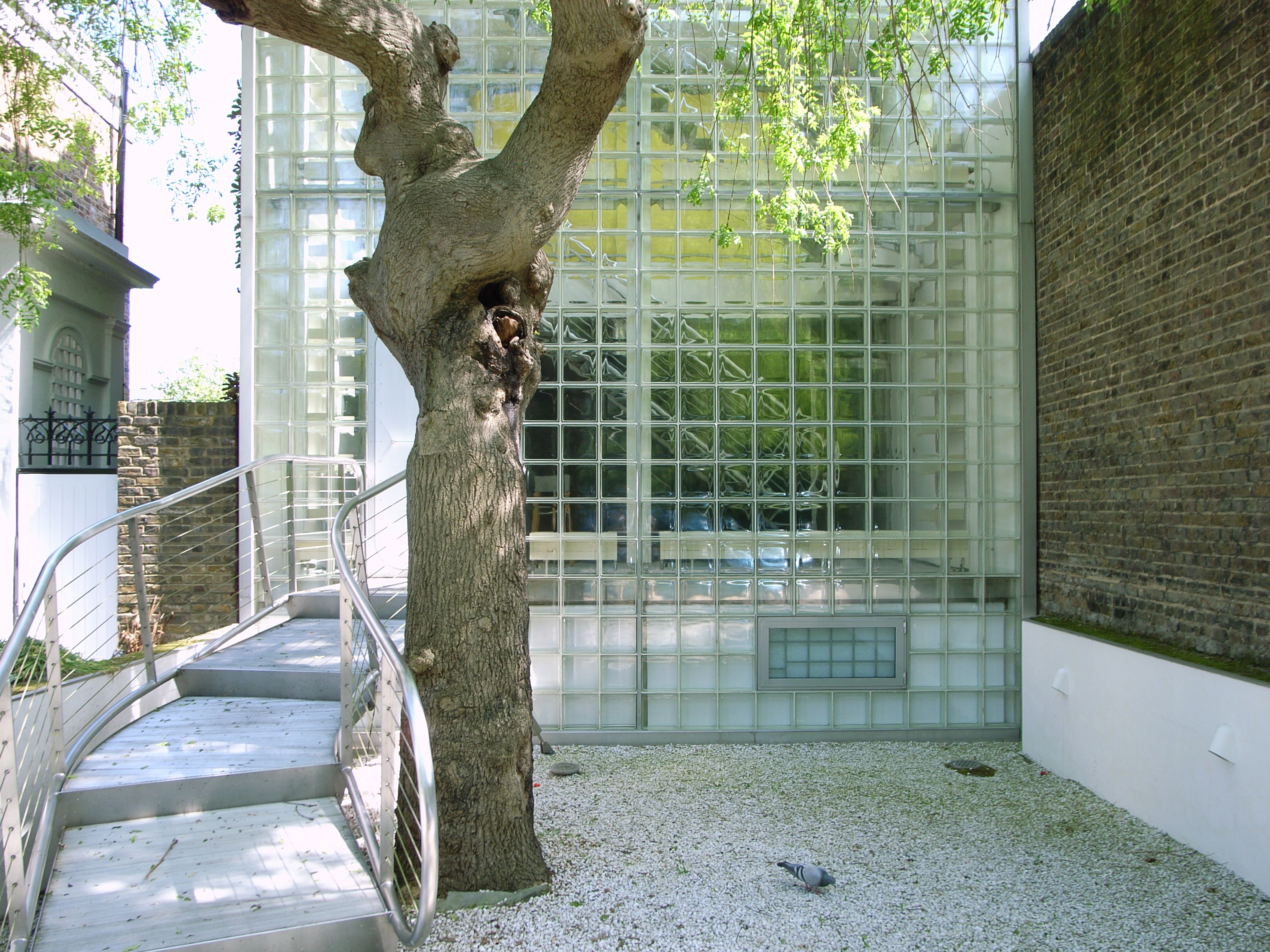

## Poloha
Dům je umístěn v konzervativní oblasti severního Londýna, kterou tvoří řada klasických staveb. Nachází se v pásu georgiánských řadových domů a na východní straně sousedí se starobylou hospodou z 19. století. I přes svou moderní architekturu, dům razantně nevyčnívá z řady, ale naopak splývá s okolním prostředím a celkově zapadá do dané oblasti.

## Popis projektu

### Popis stavby
Jedná se o čtyřpatrový dům, jehož přední, horní a zadní část vyplňuje sklo orámované ocelí. Z bočních stran je stavba ohraničena cihlami. Celkově tvoří budovu dvacet dva velkých panelů ze skla. Panely začínají na zadní straně u zahrady a následně se přes vršek přehoupnou na druhou stranu směrem na ulici. Tyto panely jsou tvořeny z dvoustěnného skla, které slouží jako tepelný izolant. Posléze jsou panely vystřídány skleněnými tvárnicemi, ze kterých je zkonstruována dolní část přední stěny. 
Architekti při navrhování stavby zvláště dbali na zachování okolní přírody a proto při realizaci stavby nebyl poražen ani jeden původní strom. Celkový design byl navržen s přihlédnutím k pozici okolních stromů. Samotná výstavba probíhala pomalu a velmi pečlivě, aby se předešlo jakémukoliv poškození kořenů.

### Vnitřní prostor
Přízemí se nachází o jedno podlaží níže než je úroveň ulice. Tento prostor se využívá jako jídelní kout, jehož součástí je i kuchyně, navržená a vyrobená z uhlíku, a vstup do zadní zahrady. Prostřednictvím schodiště je toto patro spojeno s obývacím pokojem, který je již na stejné úrovni s ulicí. Třetí patro je určeno dětem a tvoří ho dvě oddělené dětské ložnice. V horním patře se nachází hlavní ložnice pro manžele. Koupelny a další úložné prostory plní úlohu zdí při oddělování jednotlivých místností. Jedná se o pestrobarevné, volně stojící boxy, které kontrastují s převážně bílým interiérem.

### Glass Architecture
Architekti se při navrhování inspirovali konceptem Adamova domu v ráji, jehož hlavní ideou je, že by lidé opět žili pod širým nebem a hvězdami. Rovněž se snažili o budovu, která by se svou vnější strukturou doplňovala s okolní přírodou. Použití skla totiž vytváří pocit stavu beztíže a transparentnosti, jako kdyby na místě ani žádný dům nebyl. 

## Ocenění
- 1995: Alumininium Imagination Architectural Award – První cena
- 1995: Geoffrey Gribble Memorial
- 1995: World Conservation Award
- 1996: Civic Trust Award[1]

## Názory odborníků
- „a private house, but utterly public in impact...“ (překlad: „Ač soukromý dům, má veskrze veřejný dopad“) Paul Finch[8]
- „The house is made from pieces that at first seem fussed together into solid art. Like a Bugatti, a J-Class yacht, a Henry Moore or a Spitfire, the house is an assembly, that once comprehended, can never again be wholly dismantled in the mind into constituent parts.“ (překlad: „Dům se skládá z kousků, které se na první pohled zdají být spojeny do skutečného umění. Stejně jako auta Bugatti, jachty J-Class, sochař Henry Moore nebo britský stíhací letoun Spitfire, je tento dům sestava, která když je jednou pochopena, už nikdy nemůže být v mysli rozebrána na základní součástky.“) Martin Pawley[5]
- A tremendous creative feat that reconnects the functional design principles, not of Seventies but of 70 years ago, with the wonderful structural possibilities of modern technology. (překlad: „Vynikající tvůrčí dílo, které propojuje principy funkčního designu, ne ze sedmdesátých let, ale z doby před 70 lety, s báječnými možnostmi moderních technologií dneška.“) Martin Pawley[5]